# Mona (I Need You Baby)
Mona (I Need You Baby) is een popnummer, geschreven door Ellas McDaniel, alias Bo Diddley. Het nummer kwam voor het eerst uit in 1957 als B-kant van zijn single Hey! Bo Diddley. De plaat was geen hit, maar zowel de voor- als de achterkant is meermalen gecoverd. De bekendste coverversie is die van de Britse popgroep The Rolling Stones op hun eerste album The Rolling Stones.

## Versie van Bo Diddley
Mona (I Need You Baby) werd tegelijk met de voorkant Hey! Bo Diddley opgenomen op 8 februari 1957. De plaat kwam uit in april 1957. Zowel de voor- als de achterkant behoort tot de bekendste nummers van Bo Diddley en ontbreekt op vrijwel geen enkel verzamelalbum. Toch deed de plaat in 1957 helemaal niets.
Het nummer heette oorspronkelijk alleen Mona. ‘I Need You Baby’ is pas aan de titel toegevoegd toen The Rolling Stones het nummer onder die naam hadden opgenomen.
Bo Diddley voerde Mona vele malen live uit, bijna altijd tot enthousiasme van het publiek.

## Versie van The Rolling Stones
The Rolling Stones namen het nummer op 3 januari 1964 op in de Regent Sound Studios in Londen, tegelijk met Carol en Route 66. Alle drie de nummers waren bedoeld voor het eerste album van de groep, The Rolling Stones.
Hoewel de Stones grote fans van Bo Diddley waren, is Mona het enige Bo Diddley-nummer dat ooit op een studioalbum terecht is gekomen. Live voerden ze wel vaker nummers van Bo Diddley uit. Hun versie van Mona is aanzienlijk langer dan het origineel. Het instrumentale gedeelte is flink uitgesponnen. De gitaarpartij van Brian Jones bevat een aantal riffs die in het origineel niet voorkomen, maar naadloos passen in het ‘Bo Diddley-ritme’. Ook zijn extra slaginstrumenten toegevoegd. Bo Diddley zelf had waardering voor de versie van The Rolling Stones, zoals blijkt uit een uitspraak van Keith Richards:
‘I've never heard anybody, before or since, get that Bo Diddley thing down. Diddley himself was astounded, saying that Brian was the only cat he knew who'd worked out the secret of it.’
‘Ik heb, eerder of later, nooit iemand gehoord die Bo Diddley zo in zijn vingers had. Diddley zelf was verbaasd, en zei dat Brian de enige gozer was die hij kende die zijn geheim doorhad.’
De bezetting was vermoedelijk:
- Mick Jagger, zang en maraca's
- Brian Jones, gitaar
- Bill Wyman, basgitaar
- Charlie Watts, drums en tamboerijn

Keith Richards deed waarschijnlijk niet mee, hoewel hij wel bij de opnamesessie aanwezig was.
Op het etiket van het album heet het nummer niet Mona (I Need You Baby), maar alleen I Need You Baby. Dat geldt ook voor de hoes, behalve bij de tweede oplage. Daar heet het nummer Mona (zonder ‘I Need You Baby’).
Op de Amerikaanse pendant van het album The Rolling Stones, England's Newest Hitmakers: The Rolling Stones, is Mona (I Need You Baby) vervangen door Not Fade Away. Mona verscheen in de VS pas in 1965, op het album The Rolling Stones, Now!

## Andere versies
- Een live-uitvoering staat op Dick's Picks Volume 30, een van de vele cd-boxen met live-opnamen van Grateful Dead. Op dezelfde cd staan ook Hey! Bo Diddley en nog twee andere Diddley-nummers.
- Craig McLachlan nam het nummer in 1990 op met zijn band Check 1-2 en bracht het uit als single. De plaat bereikte de tweede plaats in de UK Singles Chart, de Engelse hitparade, en de derde in de Australische hitparade. De plaat kwam ook in de Nederlandse Top 40 en bereikte daar plaats 24 en een Alarmschijf vermelding.
- The Nashville Teens namen het nummer op voor hun eerste album Tobacco Road uit 1964.
- Op 10 april 2007 voerde Bo Diddley het nummer samen met Tom Petty live uit in het Fillmore Auditorium in Denver (Colorado). In 2009 werd een opname van dit concert uitgebracht op de dvd High Grass Dogs: Live from the Fillmore.
- Quicksilver Messenger Service zette het nummer in 1969 op het livealbum Happy Trails. Op de voorkant van deze lp staan zes versies van Who Do You Love?, eveneens een Bo Diddley-nummer.
- Bruce Springsteen voerde het nummer tijdens optredens op het eind van de jaren zeventig vaak uit als medley met She's the One (een ander nummer dan She's the One van Robbie Williams).
- Een versie die meer dan vijf minuten duurt, staat op Trogglodynamite, het tweede album van The Troggs, uitgekomen in februari 1967.